# Coursera
Coursera (/kɔːrsˈɛrə/) là một công ty công nghệ giáo dục chuyên cung cấp các khoá học trực tuyến đại chúng mở (massive open online course - MOOC). Công ty được thành lập bởi hai giáo sư khoa học máy tính Andrew Ng và Daphne Koller thuộc Đại học Stanford. Coursera hợp tác với nhiều trường đại học trên thế giới để cung cấp một số khoá học trên mạng của các trường này cho người đăng ký, các khoá học có thể thuộc ngành khoa học kỹ thuật, nhân văn học, y học, sinh học, khoa học xã hội, toán học, kinh tế học, khoa học máy tính và một số lĩnh vực khác.

## Mô hình kinh doanh
Hợp đồng giữa Coursera và các trường đại học tham gia bao hàm một danh sách "động não" (brainstorm) nhằm tạo thu nhập cho các đối tác, bao hàm phí chứng nhận, giới thiệu sinh viên tới các nhà tuyển dụng tiềm năng, dạy phụ đạo, tài trợ và học phí. Cho đến tháng 3 năm 2012, Coursera vẫn chưa tạo ra thu nhập. Vào tháng 7 cùng năm, cấp chứng chỉ và dịch vụ cung cấp thông tin cho các nhà tuyển dụng tiềm năng bắt đầu đi vào hoạt động. Trong tháng 4 năm 2012, Coursera đã được đầu tư tổng cộng 16 triệu USD bằng các quỹ đầu tư vốn mạo hiểm. John Doerr cho rằng những người sử dụng sẽ trả phí cho các "dịch vụ ưu đãi và có giá trị". Các nguồn thu nhập sẽ được phân chia, với các trường đối tác nhận được một phần nhỏ của thu nhập và 20% của lợi nhuận thô.
Tháng 1 năm 2013, Coursera thông báo là Hội đồng Giáo dục Mỹ đã chuẩn y 5 khoá học trực tuyến trên Coursera được đánh giá theo chuẩn trường đại học. Tuy nhiên nhà báo Steve Kolowich cho rằng liệu các trường đại học có chấp thuận ý kiến của Hội đồng hay không thì còn là một dấu hỏi lớn Một số khóa học được giới thiệu và cấp bằng ở các trường đại học là:
- Đại số từ Đại học California, Irvine[9]
- Tiền vi tích phân từ Đại học California, Irvine
- Giới thiệu về Di truyền và Tiến hóa từ Đại học Duke
- Điện sinh học: Một hướng tiếp cận định lượng từ Đại học Duke
- Vi tích phân: biến số đơn từ Đại học Pennsylvania

Coursera cũng sẽ cung cấp các bài kiểm tra được giám sát thông qua dịch vụ ProctorU, một chương trình giám sát trực tuyến thông qua webcam. Dịch vụ này sẽ tốn lệ phí từ 60-90 Mỹ kim.
Coursera giảm thiểu chi phí của khoá học bằng cách sử dụng hệ thống chấm điểm bằng máy vi tính khi cần thiết, và những lúc không thể chấm bằng máy (ví dụ chấm các bài tập làm văn, làm thơ) thì Coursera sẽ yêu cầu người học chấm chéo các bài tập của nhau và sử dụng phương pháp thống kê để kiểm chứng kết quả đánh giá.

## Cơ sở hạ tầng CNTT
Coursera triển khai chương trình phục vụ mạng nginx trên hệ điều hành Linux trên nền của Amazon Web Services. Dữ liệu được lưu trữ ở Amazon S3 và việc tìm kiếm địa chỉ trang mạng được thực thi bởi chương trình CloudSearch với hơn 4,3 triệu tài liệu trên trang mạng. Trong mỗi tháng, cơ sở dữ liệu của chương trình phục vụ của Coursera (chạy trên RDS) trả lời hơn 10 tỉ truy vấn SQL, và Coursera phục vụ khoảng 500TB lưu lượng dữ liệu hàng tháng.

## Khoá học
Coursera cung cấp các khoá học trên mạng miễn phí trong các ngành học như Nhân văn, Y Dược, Sinh học, Khoa học Xã hội, Toán học, Kinh tế học, Khoa học máy tính, và một số ngành khác. Mỗi khoá học bao hàm những đoạn phim về bài giảng của các giảng viên, cùng bài tập về nhà, thường là với thời hạn một tuần. Trong phần lớn các môn học xã hội - nhân văn và các môn học mà việc thực hiện bài luận theo tiêu chuẩn thông thường không thể thực hiện được thì hệ thống bình duyệt được dùng để thay thế.
Hơn 100 khoá học trực tuyến đã được Coursera cung cấp cho đến mùa thu năm 2012. Trường đại học liên doanh của Thụy Sĩ là Học viện Bách nghệ Liên bang Thụy Sĩ tại Lausanne (EPFL) cung cấp các khoá học dạy tiếng Pháp. Trong tháng 11 năm 2012, Coursera công bố sẽ hợp tác với Hội đồng Giáo dục Mỹ (American Council on Education - ACE) để "định giá" chất lượng khoá học trên Coursera.
Từ tháng 1 năm 2013, Coursera bắt đầu tổ chức cấp chứng chỉ hoàn tất khoá học với mức phí dao động từ 30-100 Mỹ kim, và có hỗ trợ tài chính đối với các học sinh gặp khó khăn. Đây được xem là một trong những nguồn thu rõ ràng nhất của Coursera, bên cạnh phí quảng cáo và phí dịch vụ giới thiệu sinh viên cho các doanh nghiệp. Hiện nay, loại hình dịch vụ học trả phí trên Coursera gọi là "Signature track". Học sinh đăng ký học trả phí sẽ được cấp chứng chỉ hoàn thành khoá học đó trên Coursera, và ngoài việc đóng học phí cũng phải công bố danh tính thật cho công ty bằng cách cung cấp ít nhất một trong các loại giấy tờ sau: bằng lái xe do Nhà nước cấp, hộ chiếu, và chứng minh nhân dân hay thẻ căn cước. Học sinh cũng phải bắt buộc chuẩn bị webcam để tham gia khoá học trả phí.
Coursera cũng cung cấp các khóa học cấp bằng hợp tác với các trường Đại học. Ví dụ: nền tảng này là đối tác của HEC Paris về đổi mới và khởi nghiệp của Executive Master. Trực tuyến 100%, chương trình này nhằm mục đích đào tạo các giám đốc điều hành cấp cao chuyên về hai lĩnh vực này trong 18 tháng. Nó được khai trương vào tháng 3 năm 2017.

## Đại học liên doanh
Coursera thành lập năm 2012 và liên doanh với bốn đại học là Đại học Stanford, Đại học Princeton, Đại học Michigan và Đại học Pennsylvania. Thêm 12 đại học liên doanh với họ vào tháng 7 năm 2012 sau đó là thêm 17 đại học khác vào tháng 9 năm 2012. Sang tháng 2 năm 2013, Coursera công bố danh sách 29 đại học liên doanh với mình, nâng tổng số đại học liên doanh lên 62 và cung cấp các khoá học đầu tiên bằng tiếng Hoa, tiếng Ý và tiếng Tây Ban Nha. Hiện nay tổng số đại học liên kết với công ty là 83.